# Verein für Bewegungsspiele Lübeck von 1919 2012-2013
Questa voce raccoglie le informazioni riguardanti il Verein für Bewegungsspiele Lübeck von 1919 nelle competizioni ufficiali della stagione 2012-2013.

## Stagione
Nella stagione 2012-2013 il Lubecca, allenato da Ramazan Yildirim e Denny Skwierczynski, concluse il campionato di Regionalliga nord al 17º posto. In Coppa di Germania il Lubecca fu eliminato al primo turno dall'Eintracht Braunschweig.

## Rosa
| N. |                               | Ruolo | Calciatore         |
| -- | ----------------------------- | ----- | ------------------ |
| 1  | Germania (bandiera)           | P     | Jonas Toboll       |
| 2  | Germania (bandiera)           | A     | Ahmet Arslan       |
| 3  | Germania (bandiera)           | D     | Patrick Bohnsack   |
| 5  | Germania (bandiera)           | D     | Sven Theißen       |
| 6  | Germania (bandiera)           | C     | Nedim Hasanbegović |
| 7  | Macedonia del Nord (bandiera) | C     | Ermir Zekiri       |
| 9  | Germania (bandiera)           | D     | Marcus Steinwarth  |
| 14 | Germania (bandiera)           | D     | Nils Kjär          |
| 15 | Germania (bandiera)           | C     | Dennis Voß         |
| 17 | Germania (bandiera)           | C     | André Senger       |
| 17 | Germania (bandiera)           | C     | Mustafa Zazai      |
| 18 | Germania (bandiera)           | C     | Şafak İbrahimbaş   |
| 19 | Germania (bandiera)           | D     | Sascha Steinfeldt  |

| N. |                     | Ruolo | Calciatore         |
| -- | ------------------- | ----- | ------------------ |
| 19 | Germania (bandiera) | C     | Kevin Samide       |
| 21 | Germania (bandiera) | C     | Henrik Sirmais     |
| 21 | Germania (bandiera) | A     | Haris Hyseni       |
| 23 | Germania (bandiera) | D     | Jan-Phillipp Kalus |
| 23 | Germania (bandiera) | C     | Dominic Hartmann   |
| 24 | Germania (bandiera) | A     | Sebastian Heidel   |
| 26 | Germania (bandiera) | D     | Moritz Marheineke  |
| 27 | Germania (bandiera) | A     | Davis Klak         |
| 28 | Germania (bandiera) | A     | Arnold Suew        |
| 29 | Germania (bandiera) | P     | Briant Alberti     |
| 30 | Germania (bandiera) | C     | Sebastian Jakubiak |
|    | Germania (bandiera) | D     | Lukas Knechtel     |
|    | Germania (bandiera) | A     | Lennart Mohr       |

## Organigramma societario
Area tecnica
- Allenatore: Denny Skwierczynski
- Allenatore in seconda: Wolf Müller
- Preparatore dei portieri:
- Preparatori atletici:
- Analisi video:

## Calciomercato

### Sessione estiva
| Acquisti | Acquisti           | Acquisti              | Acquisti |
| R.       | Nome               | da                    | Modalità |
| -------- | ------------------ | --------------------- | -------- |
| A        | Yakup Zorlu        | Darıca Gençlerbirliği |          |
| C        | Salih Altın        | Speldorf              |          |
| P        | Marcel Engelhardt  | Amburgo U19           |          |
| C        | Nedim Hasanbegović | RW Oberhausen         |          |
| A        | Sebastian Hauck    | Rot-Weiß Erfurt       |          |
| A        | Davis Klak         | Hansa Rostock II      |          |
| D        | Kevin Schulz       | Holstein Kiel         |          |
| D        | Sven Theißen       | Fortuna Colonia       |          |
| C        | Mustafa Zazai      | Lubecca U19           |          |

| Cessioni | Cessioni          | Cessioni                | Cessioni |
| R.       | Nome              | a                       | Modalità |
| -------- | ----------------- | ----------------------- | -------- |
| C        | Danny Cornelius   | Wuppertal               |          |
| C        | Domagoj Duspara   | Kottingbrunn            |          |
| C        | Marcel Gebers     | Holstein Kiel           |          |
| A        | Deniz Kadah       | Hannover 96 II          |          |
| P        | René Melzer       | Oldenburg               |          |
| C        | Masami Okada      | Weiche Flensburgo       |          |
| D        | Sven Schaffrath   | Alemannia Aquisgrana II |          |
| C        | André Senger      | SV Wilhelmshaven        |          |
| C        | Marius Winkelmann | Oldenburg               |          |

### Sessione invernale
| Acquisti | Acquisti     | Acquisti       | Acquisti |
| R.       | Nome         | da             | Modalità |
| -------- | ------------ | -------------- | -------- |
| A        | Haris Hyseni | Neumünster     |          |
| A        | Arnold Suew  | NTSV Strand 08 |          |

| Cessioni | Cessioni          | Cessioni            | Cessioni |
| R.       | Nome              | a                   | Modalità |
| -------- | ----------------- | ------------------- | -------- |
| A        | Sebastian Hauck   | Wacker Nordhausen   |          |
| D        | Kevin Schulz      | Neumünster          |          |
| P        | Marcel Engelhardt | Havelse             |          |
| D        | Kevin Kluk        | U.S.I. Lupo-Martini |          |

## Risultati

### Regionalliga

#### Girone di andata
| Arbitro: | Martin |

|  |           |                    |
|  | Marcatori | 71’ Christophersen |

| Arbitro: | Schult |

|                        |           |  |
| Wernke 50’ Wangler 87’ | Marcatori |  |

| Arbitro: | Helwig |

|               |           |  |
| Vallianos 68’ | Marcatori |  |

| Arbitro: | Neitzel-Petersen |

|            |           |                  |
| Alawie 72’ | Marcatori | 29’ Hasanbegović |

| Arbitro: | Krohn |

|               |           |                                               |
| Marheineke 5’ | Marcatori | 9’ Kosenkow 14’, 42’ Banecki 79’ (aut.) Zazai |

| Amburgo 6 settembre 2012, ore 18:00 CEST 6ª giornata | St. Pauli II | – annullata referto | Lubecca | Millerntor-Stadion (823 spett.)\| Arbitro: \| Bramlage \| |
| Arbitro:                                             | Bramlage     |                     |         |                                                           |

| Brema 16 settembre 2012, ore 15:00 CEST 7ª giornata | Werder Brema II | – annullata referto | Lubecca | Weserstadion - Platz 11 (616 spett.)\| Arbitro: \| Eichhorst \| |
| Arbitro:                                            | Eichhorst       |                     |         |                                                                 |

| Arbitro: | Wenzel |

|            |           |  |
| Schulz 43’ | Marcatori |  |

| Arbitro: | Riehl |

|                        |           |  |
| Endres 68’ (rig.), 87’ | Marcatori |  |

| Arbitro: | Schröder |

|  |           |                       |
|  | Marcatori | 61’ Heider 89’ Hebler |

| Arbitro: | Wijnen |

|                       |           |  |
| Holt 47’ Selishta 90’ | Marcatori |  |

| Arbitro: | Dornieden |

|                         |           |           |
| Zazai 2’ Steinwarth 32’ | Marcatori | 41’ Laabs |

| Arbitro: | Bokop |

|                                              |           |           |
| Farrona-Pulido 22’ Scharner 42’ Rajković 64’ | Marcatori | 77’ Hauck |

| Arbitro: | Bramlage |

|                        |           |                         |
| Altın 6’ Kluk 40’, 44’ | Marcatori | 9’ Sachs 16’ Rabenhorst |

| Arbitro: | Senning |

|  |           |                  |
|  | Marcatori | 65’ Hasanbegović |

| Arbitro: | Riedel |

|  |           |           |
|  | Marcatori | 35’ Nikçi |

| Arbitro: | von Glischinski |

|                               |           |            |
| Sané 32’ Vucinovic 62’ (rig.) | Marcatori | 90’ Zekiri |

#### Girone di ritorno
| Arbitro: | Dornieden |

|           |           |  |
| Giese 56’ | Marcatori |  |

| Lubecca 25 gennaio 2013, ore 19:19 CET 19ª giornata | Lubecca | – annullata referto | Cloppenburg | Pokerstars.de-Stadion an der Lohmühle (600 spett.) |

| Oldenburg 3 febbraio 2013, ore 14:00 CET 20ª giornata | Oldenburg | – annullata referto | Lubecca | Marschweg-Stadion |

| Lubecca 8 febbraio 2013, ore 19:30 CET 21ª giornata | Lubecca | – annullata referto | Wilhelmshaven | Pokerstars.de-Stadion an der Lohmühle |

| Rehden 1º maggio 2013, ore 14:00 CEST 22ª giornata | Rehden | – annullata referto | Lubecca | Waldsportstätten (200 spett.)\| Arbitro: \| Krohn \| |
| Arbitro:                                           | Krohn  |                     |         |                                                      |

| 21 maggio 2013 23ª giornata | Lubecca | – annullata referto | St. Pauli II | \| Arbitro: \| Hussein \| |
| Arbitro:                    | Hussein |                     |              |                           |

| Lubecca 1º marzo 2013, ore 19:30 CET 24ª giornata | Lubecca         | – annullata referto | Werder Brema II | Pokerstars.de-Stadion an der Lohmühle\| Arbitro: \| von Glischinski \| |
| Arbitro:                                          | von Glischinski |                     |                 |                                                                        |

| Wolfsburg 9 marzo 2013, ore 14:00 CET 25ª giornata | Wolfsburg II | – annullata referto | Lubecca | VfL-Stadion am Elsterweg\| Arbitro: \| Pfeifer \| |
| Arbitro:                                           | Pfeifer      |                     |         |                                                   |

| 17 marzo 2013, ore CET 26ª giornata | Lubecca | – annullata | Goslarer |  |

| 14 maggio 2013, ore CEST 27ª giornata | Holstein Kiel | – annullata | Lubecca |  |

| 7 aprile 2013, ore CEST 28ª giornata | Lubecca | – annullata | Meppen |  |

| Brema 12 aprile 2013, ore 19:00 CEST 29ª giornata | Oberneuland | – annullata referto | Lubecca | Sportpark Am Vinnenweg\| Arbitro: \| Hass \| |
| Arbitro:                                          | Hass        |                     |         |                                              |

| Lubecca 20 aprile 2013, ore 12:00 CEST 30ª giornata | Lubecca   | – annullata referto | Amburgo II | Pokerstars.de-Stadion an der Lohmühle\| Arbitro: \| Eichhorst \| |
| Arbitro:                                            | Eichhorst |                     |            |                                                                  |

| Amburgo 27 aprile 2013 31ª giornata | Victoria Amburgo | – annullata referto | Lubecca | Stadion Hoheluft |

| Lubecca 3 maggio 2013, ore 19:30 CEST 32ª giornata | Lubecca | – annullata referto | Weiche Flensburgo | Pokerstars.de-Stadion an der Lohmühle\| Arbitro: \| Müller \| |
| Arbitro:                                           | Müller  |                     |                   |                                                               |

| Hannover 11 maggio 2013, ore 14:00 CEST 33ª giornata | Hannover 96 II | – annullata referto | Lubecca | Beekestadion\| Arbitro: \| Bramlage \| |
| Arbitro:                                             | Bramlage       |                     |         |                                        |

| 25 maggio 2013, ore CEST 34ª giornata | Lubecca | – annullata | Havelse |  |

### Coppa di Germania
| Arbitro: | Aytekin |

|  |           |                           |
|  | Marcatori | 13’, 68’ Kratz 67’ Boland |

## Statistiche

### Statistiche di squadra
| Competizione      | Punti | In casa | In casa | In casa | In casa | In casa | In casa | In trasferta | In trasferta | In trasferta | In trasferta | In trasferta | In trasferta | Totale | Totale | Totale | Totale | Totale | Totale | DR |
| Competizione      | Punti | G       | V       | N       | P       | Gf      | Gs      | G            | V            | N            | P            | Gf           | Gs           | G      | V      | N      | P      | Gf     | Gs     | DR |
| ----------------- | ----- | ------- | ------- | ------- | ------- | ------- | ------- | ------------ | ------------ | ------------ | ------------ | ------------ | ------------ | ------ | ------ | ------ | ------ | ------ | ------ | -- |
| Regionalliga nord | 0     | 0       | 0       | 0       | 0       | 0       | 0       | 0            | 0            | 0            | 0            | 0            | 0            | 0      | 0      | 0      | 0      | 0      | 0      | 0  |
| Coppa di Germania | -     | 1       | 0       | 0       | 1       | 0       | 3       | 0            | 0            | 0            | 0            | 0            | 0            | 1      | 0      | 0      | 1      | 0      | 3      | -3 |
| Totale            | 0     | 1       | 0       | 0       | 1       | 0       | 3       | 0            | 0            | 0            | 0            | 0            | 0            | 1      | 0      | 0      | 1      | 0      | 3      | -3 |

### Andamento in campionato
| Giornata  | 1  | 2  | 3  | 4  | 5  | 6  | 7  | 8  | 9  | 10 | 11 | 12 | 13 | 14 | 15 | 16 | 17 | 18 | 19 | 20 | 21 | 22 | 23 | 24 | 25 | 26 | 27 | 28 | 29 | 30 | 31 | 32 | 33 | 34 |
| --------- | -- | -- | -- | -- | -- | -- | -- | -- | -- | -- | -- | -- | -- | -- | -- | -- | -- | -- | -- | -- | -- | -- | -- | -- | -- | -- | -- | -- | -- | -- | -- | -- | -- | -- |
| Luogo     | C  | T  | C  | T  | C  | T  | T  | C  | T  | C  | T  | C  | T  | C  | T  | C  | T  | T  | C  | T  | C  | T  | C  | C  | T  | C  | T  | C  | T  | C  | T  | C  | T  | C  |
| Risultato |    |    |    |    |    |    |    |    |    |    |    |    |    |    |    |    |    |    |    |    |    |    |    |    |    |    |    |    |    |    |    |    |    |    |
| Posizione | 11 | 13 | 16 | 17 | 16 | 16 | 17 | 17 | 17 | 17 | 17 | 17 | 17 | 17 | 17 | 17 | 17 | 17 | 17 | 17 | 17 | 17 | 17 | 17 | 17 | 17 | 17 | 17 | 17 | 17 | 17 | 17 | 17 | 17 |

Legenda:

Luogo: C = Casa; T = Trasferta. Risultato: V = Vittoria; N = Pareggio; P = Sconfitta.

### Statistiche dei giocatori
| Giocatore       | Regionalliga nord | Regionalliga nord | Regionalliga nord | Regionalliga nord | Coppa di Germania | Coppa di Germania | Coppa di Germania | Coppa di Germania | Totale   | Totale | Totale      | Totale     |
| Giocatore       | Presenze          | Reti              | Ammonizioni       | Espulsioni        | Presenze          | Reti              | Ammonizioni       | Espulsioni        | Presenze | Reti   | Ammonizioni | Espulsioni |
| --------------- | ----------------- | ----------------- | ----------------- | ----------------- | ----------------- | ----------------- | ----------------- | ----------------- | -------- | ------ | ----------- | ---------- |
| B. Alberti      | 0                 | 0                 | 0                 | 0                 | 0                 | 0                 | 0                 | 0                 | 0        | 0      | 0           | 0          |
| S. Altın        | 4                 | 1                 | 0                 | 0                 | 1                 | 0                 | 0                 | 0                 | 5        | 1      | 0           | 0          |
| A. Arslan       | 2                 | 0                 | 0                 | 0                 | 0                 | 0                 | 0                 | 0                 | 2        | 0      | 0           | 0          |
| P. Bohnsack     | 8                 | 0                 | 2                 | 0                 | 0                 | 0                 | 0                 | 0                 | 8        | 0      | 2           | 0          |
| M. Diabang      | 3                 | 0                 | 0                 | 0                 | 1                 | 0                 | 0                 | 0                 | 4        | 0      | 0           | 0          |
| M. Engelhardt   | 6                 | 0                 | 0                 | 0                 | 0                 | 0                 | 0                 | 0                 | 6        | 0      | 0           | 0          |
| D. Hartmann     | 18                | 0                 | 2                 | 0                 | 1                 | 0                 | 0                 | 0                 | 19       | 0      | 2           | 0          |
| N. Hasanbegović | 20                | 2                 | 1                 | 0                 | 1                 | 0                 | 0                 | 0                 | 21       | 2      | 1           | 0          |
| S. Hauck        | 17                | 1                 | 1                 | 0                 | 0                 | 0                 | 0                 | 0                 | 17       | 1      | 1           | 0          |
| S. Heidel       | 0                 | 0                 | 0                 | 0                 | 0                 | 0                 | 0                 | 0                 | 0        | 0      | 0           | 0          |
| H. Hyseni       | 1                 | 0                 | 0                 | 0                 | 0                 | 0                 | 0                 | 0                 | 1        | 0      | 0           | 0          |
| S. Jakubiak     | 16                | 0                 | 1                 | 0                 | 0                 | 0                 | 0                 | 0                 | 16       | 0      | 1           | 0          |
| J. Kalus        | 0                 | 0                 | 0                 | 0                 | 0                 | 0                 | 0                 | 0                 | 0        | 0      | 0           | 0          |
| N. Kjär         | 12                | 0                 | 5                 | 0                 | 0                 | 0                 | 0                 | 0                 | 12       | 0      | 5           | 0          |
| D. Klak         | 3                 | 0                 | 0                 | 0                 | 0                 | 0                 | 0                 | 0                 | 3        | 0      | 0           | 0          |
| K. Kluk         | 15                | 2                 | 3                 | 0                 | 1                 | 0                 | 0                 | 0                 | 16       | 2      | 3           | 0          |
| L. Knechtel     | 0                 | 0                 | 0                 | 0                 | 0                 | 0                 | 0                 | 0                 | 0        | 0      | 0           | 0          |
| M. Marheineke   | 18                | 1                 | 3                 | 1                 | 1                 | 0                 | 0                 | 1                 | 19       | 1      | 3           | 2          |
| L. Mohr         | 0                 | 0                 | 0                 | 0                 | 0                 | 0                 | 0                 | 0                 | 0        | 0      | 0           | 0          |
| O. Mokhtari     | 11                | 0                 | 4                 | 0                 | 1                 | 0                 | 0                 | 0                 | 12       | 0      | 4           | 0          |
| K. Samide       | 5                 | 0                 | 1                 | 0                 | 1                 | 0                 | 1                 | 0                 | 6        | 0      | 2           | 0          |
| K. Schulz       | 15                | 1                 | 6                 | 0                 | 1                 | 0                 | 1                 | 0                 | 16       | 1      | 7           | 0          |
| A. Senger       | 2                 | 0                 | 0                 | 0                 | 0                 | 0                 | 0                 | 0                 | 2        | 0      | 0           | 0          |
| H. Sirmais      | 1                 | 0                 | 0                 | 0                 | 0                 | 0                 | 0                 | 0                 | 1        | 0      | 0           | 0          |
| S. Steinfeldt   | 0                 | 0                 | 0                 | 0                 | 0                 | 0                 | 0                 | 0                 | 0        | 0      | 0           | 0          |
| M. Steinwarth   | 16                | 1                 | 8                 | 1                 | 1                 | 0                 | 1                 | 0                 | 17       | 1      | 9           | 1          |
| A. Suew         | 1                 | 0                 | 0                 | 0                 | 0                 | 0                 | 0                 | 0                 | 1        | 0      | 0           | 0          |
| S. Theißen      | 15                | 0                 | 3                 | 0                 | 1                 | 0                 | 1                 | 0                 | 16       | 0      | 4           | 0          |
| J. Toboll       | 14                | 0                 | 2                 | 0                 | 1                 | 0                 | 0                 | 0                 | 15       | 0      | 2           | 0          |
| V. Vallianos    | 8                 | 1                 | 2                 | 0                 | 1                 | 0                 | 0                 | 0                 | 9        | 1      | 2           | 0          |
| D. Voß          | 16                | 0                 | 1                 | 1                 | 0                 | 0                 | 0                 | 0                 | 16       | 0      | 1           | 1          |
| M. Zazai        | 16                | 1                 | 0                 | 0                 | 0                 | 0                 | 0                 | 0                 | 16       | 1      | 0           | 0          |
| E. Zekiri       | 8                 | 1                 | 1                 | 0                 | 1                 | 0                 | 0                 | 0                 | 9        | 1      | 1           | 0          |
| Y. Zorlu        | 4                 | 0                 | 0                 | 0                 | 0                 | 0                 | 0                 | 0                 | 4        | 0      | 0           | 0          |
| Ş. İbrahimbaş   | 0                 | 0                 | 0                 | 0                 | 0                 | 0                 | 0                 | 0                 | 0        | 0      | 0           | 0          |